# Karl (Anhalt-Zerbst)
Karl von Anhalt (* 17. November 1534 in Dessau; † 4. Mai 1561 in Zerbst) aus dem Haus der Askanier war ein Fürst von Anhalt.

## Leben
Karl war der älteste Sohn des Fürsten Johann IV. von Anhalt-Zerbst (1504–1551) aus dessen Ehe mit Margareta (1511–1577), Tochter des Kurfürsten Joachim I. von Brandenburg. Karl studierte an der Universität Wittenberg und hielt sich danach am Hof des Kurfürsten Joachim II. von Brandenburg auf.
Nach dem Tod seines Vaters übernahm er die Regierung gemeinsam mit seinen Brüdern Joachim Ernst und Bernhard VII., die jedoch noch minderjährig unter der Vormundschaft ihrer Onkel Georg III. und Joachim I. standen. Karl trat die Regierung 1556 an.
Karl residierte später in Zerbst, Joachim Ernst in Roßlau und Bernhard in Dessau. Karl heiratete in einer äußerst aufwändig begangenen Feierlichkeit am 16. Mai 1557 Anna (1531–1592), Tochter des Herzogs Barnim IX. von Pommern. Die Ehe blieb kinderlos und Karl starb vier Jahre nach seiner Vermählung an „Auszehrung“.